# Малый Сыростан
Ма́лый Сыроста́н — река в России, протекает в Миасском городском округе Челябинской области России. Устье реки находится в 2,1 км по левому берегу реки Атлян. Длина реки составляет 13 км.
Реку пересекают автомобильная дорога Миасс — Тургояк — Златоуст и железная дорога Уфа — Челябинск. Ближайшая железнодорожная станция — Тургояк. Высота устья — 324 м над уровнем моря.

## Данные водного реестра
По данным государственного водного реестра России относится к Иртышскому бассейновому округу, водохозяйственный участок реки — Миасс от истока до Аргазинского гидроузла, речной подбассейн реки — Тобол. Речной бассейн реки — Иртыш.
Код объекта в государственном водном реестре — 14010500812111200003503.